# بوریس پودولسکی
 بوریس پودولسکی (روسی: Бори́с Я́ковлевич Подо́льский؛ زاده ۲۹ ژوئن ۱۸۹۶ درگذشته ۲۸ نوامبر ۱۹۶۶) دانشمند اهل ایالات متحده آمریکا بود.